# هبة هجرس
هبة هجرس، الخبيرة الاممية المقرر الخاص المعنى بحقوق الاشخاص ذوي الاعاقة بالامم المتحدة عضو  مجلس النواب المصري سابقا والأمين العام الاسبق للمجلس القومى لشئون الإعاقة ة 

## نشأتها ودراستها
ولدت عام 1960، لأسرة ميسورة الحال، في عمر التسع سنوات إصيبت بمرض الروماتويد الذي تسبب لها في تآكل وخشونة في المفاصل، وبعد رحلة علاج طويلة داخل وخارج مصر، أجمع الأطباء على استحالة علاجها. وكان لأسرتها دور كبير في مساعدتها حيث لم يبخل والداها بالجهد أو المال، فكان لوالدتها دور في حياتها تمثل في تنمية شعور داخلها بأن إعاقتها ليست مصدر خجل، أما والدها فقام ببيع جزء من عقاراته وإملاكه لعلاجها بانجلترا وكان ذلك في الخمسينيات.
بدأت هبة في تخطيط مستقبلها منذ أن كانت في الصف الثالث الثانوي حيث خططت إلى دخول الجامعة، وفي تلك الفترة إتضح لها إن إنسب مستوى تعليمي يسمح لها بتحقيق أحلامها، هو الانتساب الي الجامعة الأمريكية. وإجتازت هبة الثانوية العامة وكورسات اللغة، مما أدى إلى قبولها في الجامعة الأمريكية قسم إدارة الأعمال.
أقامت والدة (هبة) مشروعاً تقضي فيه جزءاً من وقتها ويدر عليها بعض الدخل، فكان المشروع عبارة عن متجر في منطقة التحرير في وسط القاهرة، يهتم ببيع الهدايا والملابس. ومن هنا كانت بداية دراستها لتصميم الأزياء وكذلك الفن التشكيلي وتصميم المصاغ والإكسسوارات التي تعتبرها جزءا من الأزياء.
استضافها هي ووزوجها وأولادها مقدم برنامج «فرسان الإرادة» على التلفزيون المصري في ثمانينات القرن الماضي «معتصم بالله حجازي» في حلقة من حلقات البرنامج، لتتحدث عن كونها من ذوي الإعاقة، عن نجاحها كزوجة وأم وكسيدة أعمال في تصميم الأزياء، وأثناء ذلك الحوار لاحظ مقدم البرنامج أنها تجيد التعبير عن أفكارها وعندها طلاقة في الحديث، وبعد انتهاء الحلقة طلب منها أن تشاركه في حملة لدعم الجمعيات الأهلية العاملة في مجال رعاية ذوي الاحتياجات الخاصة، من خلال جمع التبرعات لها، لكنها أيقنت أنها لن تنجح في هذه المهمة من البداية، لعدم ملاءمتها لطبيعة شخصيتها، عندها فاتحت مقدم البرنامج في أن تقوم بخدمة أبناء هذه الفئة التي تكون منها عن طريق الدعوة لحماية حقوقهم في المحافل والندوات العامة، ووافق على الفور، وكان يرتب لها لقاءات وندوات لتتحدث فيها عن أبناء هذه الفئة.

## عملها في مجال تحدي الإعاقة
1. عملت على دراسات مستفيضة في مجال الإعاقة حيث أستطاعت أن تنال الماجستير، وهذا جعلها تواصل المشوار لعمل دراسات عليـا في الإعاقة، وفي عام 2010 حصلت على الدكتورا من جامعة ليدز.[5]
2. دارسة علم الإنسان من الجامعة الأمريكية بالقاهرة عام 1998.
3. حصلت على درجة الدكتوراة في السياسات الاجتماعية تجاه الأشخاص ذوي الإعاقة من جامعة ليدز البريطانية.
4. مثلت المرأة المعاقة في مجلس المنظمة العربية للمعاقين لعشر سنوات متتابعة، من عام 1998 وحتى عام 2008 .[6]
5. شاركت في وضع الاستراتيجية الوطنية للأشخاص ذوي الإعاقة لمملكة البحرين.[7]
6. المنسق الرئيسي في صياغة الاستراتيجية الوطنية للأشخاص ذوي الإعاقة في مصر.[4]
7. ترشحت عن الكتلة المصرية لعضوية مجلس الشعب في عام 2011.
8. عضو فاعل في العديد من الشبكات واللجان المهتمة بشؤون ذوي الإعاقة في مصر منها شبكة التعليم الدمجي وشبكة دعم حقوق الأشخاص المعاقين.
9. مثلت المرأة المعاقة في مجلس «المنظمة العربية للمعاقين» لعشر سنوات متتالية.
10. كانت من بين النساء ذوات الإعاقة اللاتي شاركن في صياغة مسودة المادة 7 عن المرأة ذات الإعاقة في الاتفاقية الدولية للأمم المتحدة عن حقوق الأشخاص ذوي الإعاقة، وقد أختارها برنامج الأمم المتحدة الإنمائي للمشاركة في وضع الاستراتيجية الوطنية للأشخاص ذوي الإعاقة لمملكة البحرين.
11. نجحت في أن تصبح عضواً فاعلاً في العديد من الشبكات واللجان المهتمة بشؤون ذوي الإعاقة في مصر، ومنها شبكة التعليم الدمجي (IENET) وشبكة دعم حقوق الأشخاص المعاقين.
12. تجمع الدكتورة هبة هجرس بين فنون عالم الأزياء والموضات العالمية، جنباً إلى جنب مع مهارات الدفاع عن فئات ذوي الإعاقة.
13. نجحت رغم إعاقتها الحركية في أن تصبح خلال السنوات الأخيرة واحدة من أشهر مصممات الأزياء، بعد أن تخصصت في إحياء ونشر الزي التراثي المصري الجلابية لتقبل عليه الكثير من سيدات المجتمع الراقي، ليس في مصر فحسب، وإنما في مختلف بلدان العالم العربي.
14. خبيرة في رسم السياسات الاجتماعية والاستراتيجيات الخاصة بالإعاقة ولقد قامت بعمل ذلك مع العديد من المنظمات الدولية على المستوى الإقليمي أبرزها منظمات الأمم المتحدة المختلفة مثل برنامج الأمم المتحدة الانمائي "UNDP" ومنظمة العمل الدولية "ILO" ومنظمة بلان مصر ومنظمة العمل العربية "ALO" والاسكوا "ESCWA".[7]
15. تشغل منصب رئيس لجنة تطوير وتنمية مجال الإعاقة في وزارة التضامن الاجتماعي.
16. قامت بتدريب العديد من الأشخاص ذوي الإعاقة لتمكينهم من المناداة بقضاياهم بالمفاهيم والطرق الصحيحة كما ساعدت على خلق قيادات من شباب ذوي الإعاقة لخدمة القضية، كما عملت على تمكين المرأة ذات الإعاقة من حقوقها أولا كامرأة وثانيا كشخص ذو إعاقة حتى تكون قادرة على المطالبة بحقوقها على الصعيدين.
17. شاركت في كتابة مسودة الإتفاقية الدولية لحقوق الأشخاص ذوي الإعاقة كممثلة للمجتمع المدني العربي كما كانت واحدة من النساء ذوات الإعاقة اللاتي شاركن في صياغة مسودة المادة 6 في الاتفاقية بنيويورك وكان لها دور بارز في صياغة مسودة قانون حقوق الأشخاص المعاقين المصري في عام 2010 .
18. قامت بتقديم العديد من الأبحاث العلمية في مجال الإعاقة ولها العديد من الفصول المنشورة في كتب ودوريات علمية داخل مصر وخارجها.
19. شاركت في تكوين المنظمة العربية للأشخاص ذوي الإعاقة، لتكون الوجه الآخر للمنظمة الدولية للأشخاص ذوي الإعاقة، كما شاركت في تكوين الاتحادات والتحالفات المناصرة لقضايا الأشخاص ذوي الإعاقة، فضلاً عن دورها المعروف في تمثيل مصر في إعداد الاتفاقية الدولية لحماية وتعزيز حقوق الأشخاص ذوي الإعاقة، والتي صدقت عليها مصر في 2008.[8]

## المناصب التي شغلتها
- المقرر الخاص المعنى بحقوق الاشخاص ذوي الاعاقة بالامم المتحدة
- عضو بمجلس النواب 2015 وحتى 2020.
- الامين العام لمجلس شئون الإعاقة سابقا.
- عضو مجلس إدارة المجلس القومي للمرأة.
- إستشارى دولى في مجال الإعاقة.
- رئيس لجنة تطوير وتنمية مجال الإعاقة بوزارة التضامن الإجتماعى في 2014.
- استشاري لكل من وزارتي التضامن الاجتماعية والاتصالات وتكنولوجيا المعلومات.
- عضو مؤسس في مؤسسة الدمج التعليمى.
- استشاري فني في مجال الإعاقة للعديد من الهيئات الدولية والمحلية منها، التحالف الدولي للإعاقة "IDA"، المنظمة الدولية للإعاقة "DPI"، منظمة التأهيل الدولية "RI"، هيئة انقاد الطفولة البريطانية "Save the Children UK"، برنامج الامم المتحدة الإنمائى"UNDP"،"منظمة العمل الدولية"ILO"، منظمة الصحة العالمية"WHO"، منظمة بلان ايجبت "Plan Egypt"، الهيئة القبطية الانجيلية، منظمة العمل العربية"ALO".[8]
- عضو باللجنة المصغرة التي قامت بكتابة قانون حقوق الاشخاص المعاقين المصرى 2010.
- عضو بلجنة الخبراء الدوليين لمنظمة "CBM" بالمانيا منذ 2011.
- عضوة إستشارى بالمجلس الأعلي للتأهيل بوزارة الشئون الأجتماعية كواحدة من اثنين من الأشخاص ذوى الأعاقة في سنة 2008 .
- عضو مؤسس وعضو الهيئة التنفيذية للمنظمة العربية للمعاقين، ومسئوله شئون المرأة منذ عام 1998 وحتى 2008.
- استشاري فني وعضو اساسي في فريق عمل والإدارة في مجال الإعاقة لهيئة إنقاذ الطفولة بانجلترا.
- عضو مجلس إدارة مركز الطفل ذوى الاحتياجات الخاصة، أحد مشاريع جمعية الرعاية المتكاملة من 1992 إلى 2001.
- أحد الخبراء الذين ساهموا في وضع الكود المصري لتصميم الفراغات الخارجية والمباني لاستخدام المعاقين" تحت رعاية وزارة الإسكان والمرافق والمجتمعات العمرانية، مركز بحوث الإسكان والبناء نوفمبر 2000.
- عضو بالملتقى العربي للعلوم الاجتماعية والصحة منذ 1997.
- عضو لجنه الحد من الإعاقة للأطفال، لجنه من لجان المجلس القومي للطفولة والأمومة منذ 1992 وحتى انتهاء مهامها في 1998.
- حاصلة على درجة الدكتوراه في علم الاجتماع والسياسات الاجتماعية من جامعة ليدز بالمملكة المتحدة 2010،
- حاصلة على درجة الماجستير في علم الاجتماع من الجامعة الأمريكية بالقاهرة عام 1998 ورشحت عن رسالتها لجائزة ويزنر العالمية في العلوم الاجتماعه، الي جانب حصولها علي درجة البكالوريوس في إدارة الأعمال من الجامعة الأمريكية بالقاهرة مع مرتبة شرف العليا 1982.[4]
- شاركت الدكتورة هبة هجرس في كتابة مسودة الاتفاقية الدولية لحقوق الأشخاص ذوى الإعاقة كممثلة للمجتمع المدنى العربى، من بين النساء ذوات الإعاقة التي شاركن في صياغة مسودة المادة 6 في الاتفاقية عن «المرأة ذات الإعاقة» بنيويورك حتى 2007.[8]
- عملت استشارى فنى وعضو أساسى في فريق عمل والإدارة في مجال الإعاقة لهيئة إنقاذ الطفولة بإنجلترا بصفتها هيئة استشارية في مشروع مبادرات الحماية الاجتماعية، والتي قامت بها وزارة الشؤون الاجتماعية والممولة من البنك الدولى، من فترة 31 مارس 2004 إلى 31 مارس 2005، تتضمن ذلك إدارة وتقديم المساندة والدعم لـ 17 مشروعًا للإعاقة لمدة 18 شهرًا، وعضو مجلس إدارة مركز الطفل ذوى الاحتياجات الخاصة - أحد مشاريع جمعية الرعاية المتكاملة من 1992 إلى 2001.[8]
- تعد من أحد الخبراء الذين ساهموا في وضع الكود المصرى لتصميم الفراغات الخارجية والمبانى لاستخدام المعاقين، تحت رعاية وزارة الإسكان والمرافق والمجتمعات العمرانية، ومركز بحوث الإسكان والبناء.